# Hamacantha carteri
Hamacantha carteri är en svampdjursart som beskrevs av Topsent 1904. Hamacantha carteri ingår i släktet Hamacantha och familjen Hamacanthidae. Inga underarter finns listade i Catalogue of Life.